# Lado B (programa de televisão)
Lado B foi um programa de televisão brasileiro produzido e exibido de 1991 a 2000 pela MTV Brasil. Era transmitido à meia-noite (com reprises) e foi apresentado respectivamente pelos VJs: Luiz Thunderbird,Soninha, Fabio Massari e Kid Vinil.
O programa foi pioneiro em divulgação de bandas de rock alternativo e indie rock no Brasil. Algumas bandas famosas que seus clipes eram exibidos no Lado B: Nirvana, Pavement, Yo La Tengo, Pixies, Teenage Fanclub, Radiohead, Weezer, Spiritualized, Sonic Youth, Superchunk, Guided by Voices, The Flaming Lips... entre outros. 
O programa teve também uma série de especiais e entrevistas exclusivas realizadas com artistas da cena alternativa em festivais no Brasil e na Inglaterra pelo diretor Zé Antonio Algodoal. 
Durante sua existência o Lado B também produziu e exibiu clipes de inúmeras bandas independentes de todo o país. 